# Mont Saint-Michel de Brasparts
Pour les articles homonymes, voir Mont Saint-Michel (homonymie).
Le mont Saint-Michel de Brasparts (menez Mikael-an-Are ou localement menez Sant-Mikael ou Tuchenn Mikael) est l'un des sommets de la chaîne des monts d'Arrée située en Bretagne sur la commune de Saint-Rivoal (Finistère). Il fait partie du parc naturel régional d'Armorique et domine la cuvette des tourbières du Yeun Elez. Il culmine à 381 mètres d'altitude et sur son sommet se trouve la chapelle Saint-Michel datant du XVIIe siècle.

## Toponymie
Le mont Saint-Michel de Brasparts est attesté sous les formes suivantes : Motte de Cronon en 1672, puis Motte de Cronnon en 1673, Saint Michel de Croinon en 1674, Saint Michel de Coronnon en 1676, montagne de Cronnon en 1676, Saint Michel Cronnon en 1691. 
Selon l'écrivain Gwenc'hlan Le Scouëzec, le long plateau couvert de landes qui prolonge la hauteur vers le nord-ouest se nommerait encore Gwaremm Kronan (« la garenne de Kronan »). 
Le nom du sommet est dû au fait que pendant longtemps il a fait partie de la trève de Saint-Rivoal qui était incluse dans la paroisse de Brasparts, puis de la commune de Brasparts, avant de faire partie de la commune de Saint-Rivoal à partir de la création de cette dernière en 1925.

## Géographie

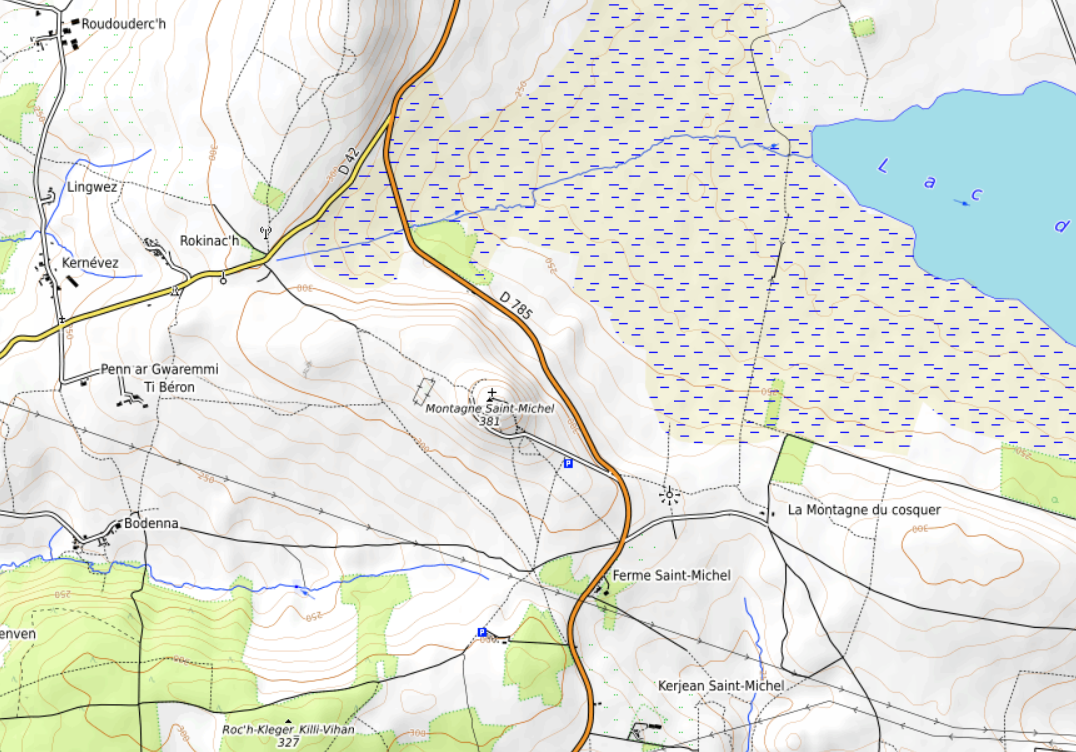
Carte topographique du mont Saint-Michel de Brasparts.

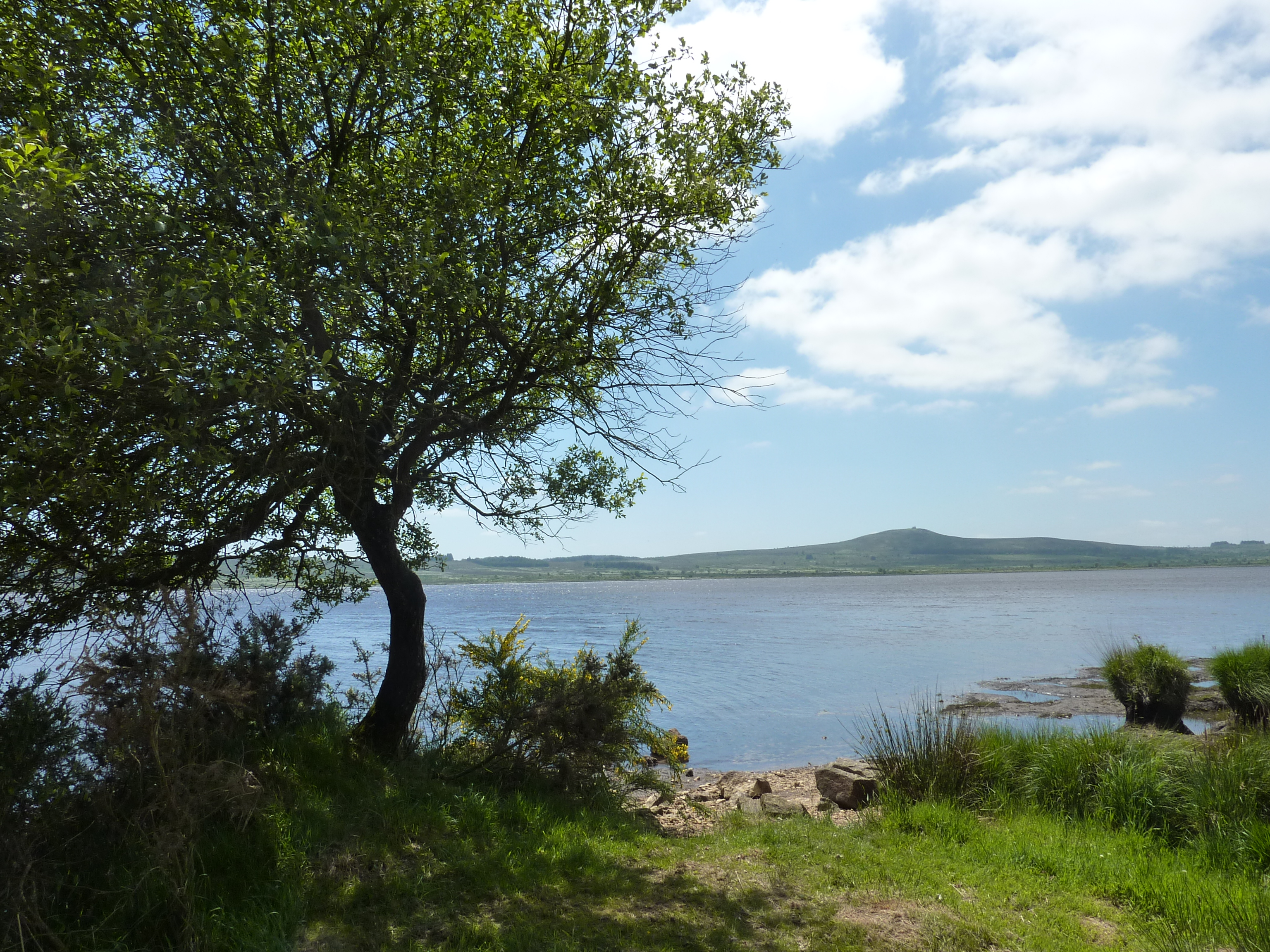
Le lac-réservoir de Saint-Michel (lac de Brennilis) et le mont Saint-Michel-de-Brasparts vus depuis la route du Libist à Botmeur.

Son sommet offre un beau panorama : au nord, sur la crête quartzitique rectiligne du Roc'h Trévézel ; à l'est, sur les tourbières du Yeun Elez et le lac de Brennilis, et au-delà, sur le massif granitique de Huelgoat ; au sud, enfin, par-delà le bassin dinantien de Châteaulin, sur la ligne de hauteurs des montagnes Noires dont les crêtes déchiquetées en schistes et quartzites se profilent à l'horizon. Lorsque le temps le permet, on peut même apercevoir le pont de l'Iroise et la baie de Morlaix.
Jacques Cambry en 1794 ou 1795 fait de la montagne la description suivante :

« En approchant de cette chapelle, la terre se dépouille d’arbres et de buissons (...) : elle n’est plus couverte que de bruyères et de rochers, brisés par les orages, ou décomposés par les tems. Tout prend un caractère sauvage, un air de mort ; c’est l’aspect d’un vaste désert, dont rien n’égaie ou ne varie la longue et fatigante uniformité. Les derniers villages, les derniers champs, forment des îles séparées, entourées de rochers, d’une espèce de tourbe, d’une terre noirâtre et marécageuse, résultat de bruyères corrompues, accumulées pendant des siècles. »

Le paysage n'a guère changé depuis même si l'expansion agricole de la fin du XIXe au début du XXe siècle a entraîné un recul des landes.
L'Ellez, affluent de l'Aulne, fleuve côtier du Finistère, prend sa source à un kilomètre au nord-ouest, à 300 mètres d'altitude.

## Histoire

### Un temple celte voué au culte solaire
La chapelle sommitale du mont Saint-Michel de Brasparts a succédé, croyait-on à la fin du XVIIIe siècle, à un ancien temple celte voué au culte du soleil. Jacques Cambry écrit, en 1798 :

« Sur le point le plus élevé des montagnes d’Arès, à près de deux lieues de la Feuillée, est une chapelle antique, consacrée sans doute au Soleil, dans les temps les plus reculés, comme le rocher de Tombelène en Normandie, comme le mont Penninus, comme tous les hauts-lieux : c’est à présent saint Michel qu’on y révère. Dans les belles nuits, on le voit quelquefois déployer ses ailes d’or et d’azur, et disparoître dans les airs. »

### La chapelle du sommet de la Motte-Cronon
C'est à la fin du XVIIe siècle, en 1672, que la décision est prise de construire une chapelle au sommet de la Motte Cronon à Brasparts. Le sieur de Kermabon, seigneur de Roudoumeur en Plonévez-du-Faou, propriétaire du lieu, l'autorise. Le lieu était honoré de longue date, et procès avait été instruit devant notaire pour valider des miracles attribués au saint. Le pape Innocent XI avait signé une bulle portant indulgence aux futurs pèlerins. Malgré la volonté du seigneur de Kermabon, possesseur du Menez, les terres qui enserrent la chapelle restèrent pour partie à l'abbaye du Relec, pour partie aux paysans qui venaient y travailler, et aux pâtres qui y gardaient leurs troupeaux, et ce jusque vers les années 1870.
Un oratoire provisoire est construit avant mai 1673 pendant le mandat des deux premiers fabricques (fabriciens), Louis Sizun et Michel Le Baraer. « C'est sans doute une simple cabane à la structure constituée de perches et aux parois faites de panneaux de branchages entrelacés, avec clayonnage, dont seule la taille diffère de celles utilisées par les familles de charbonniers et de sabotiers jusqu'au début du XXe siècle. »  Des bancs y sont ensuite installés.
Le registre des comptes des « fabricques et marguilliers à l'honneur de mons Sct Michel Archange sur la motte de Cronon en Brasparts », ouvert dès 1672 et qui a été conservé, permet de suivre les étapes de la construction de la chapelle en pierres : les pierres des murs sont extraites sur place ou à proximité, les ardoises du toit proviennent de la « ferière de Hengoat » en Saint-Cadou, la charpente en « bois de chaisnes » du bois de Bodriec. Trois « bestes » (des bœufs probablement) servent à charrier les matériaux, et la chapelle, consacrée le 29 septembre 1677, jour de la Saint-Michel, est totalement achevée en 1679 probablement. Cette chapelle, connue parfois sous le nom de « chapelle des Bergers », fut très fréquentée les premières décennies si l'on en juge par le produit financier des troncs placés dans la chapelle. Sa fréquentation baissa dans le courant du XVIIIe siècle, mais la chapelle resta fréquentée jusque vers 1860 en particulier par les bergers tant que l'élevage des moutons domina dans les monts d'Arrée.
Une légende prétend que les premières pierres destinées à la construction de la chapelle auraient été transportées à dos d'hommes et que, fatigués, ceux-ci abandonnant le chantier, commencèrent à redescendre la montagne lorsqu'ils rencontrèrent un paysan du village voisin de Roquinarc'h qui charroyait du foin ; celui-ci, Fanch Favennec, leur demanda pourquoi ils abandonnaient la construction de la maison du saint et, entendant leur réponse, il leur dit qu'ils pouvaient remonter et qu'ils auraient toutes les pierres dont ils avaient besoin. Chargeant sa charrette de pierres et fouettant ses chevaux, il transporta avec facilité les pierres jusqu'au sommet où jamais encore des chevaux n'étaient parvenus avec une telle charge. Nul doute que saint Michel leur était venu en aide.

### XVIIIe–XIXesiècles

#### La nouvelle chapelle

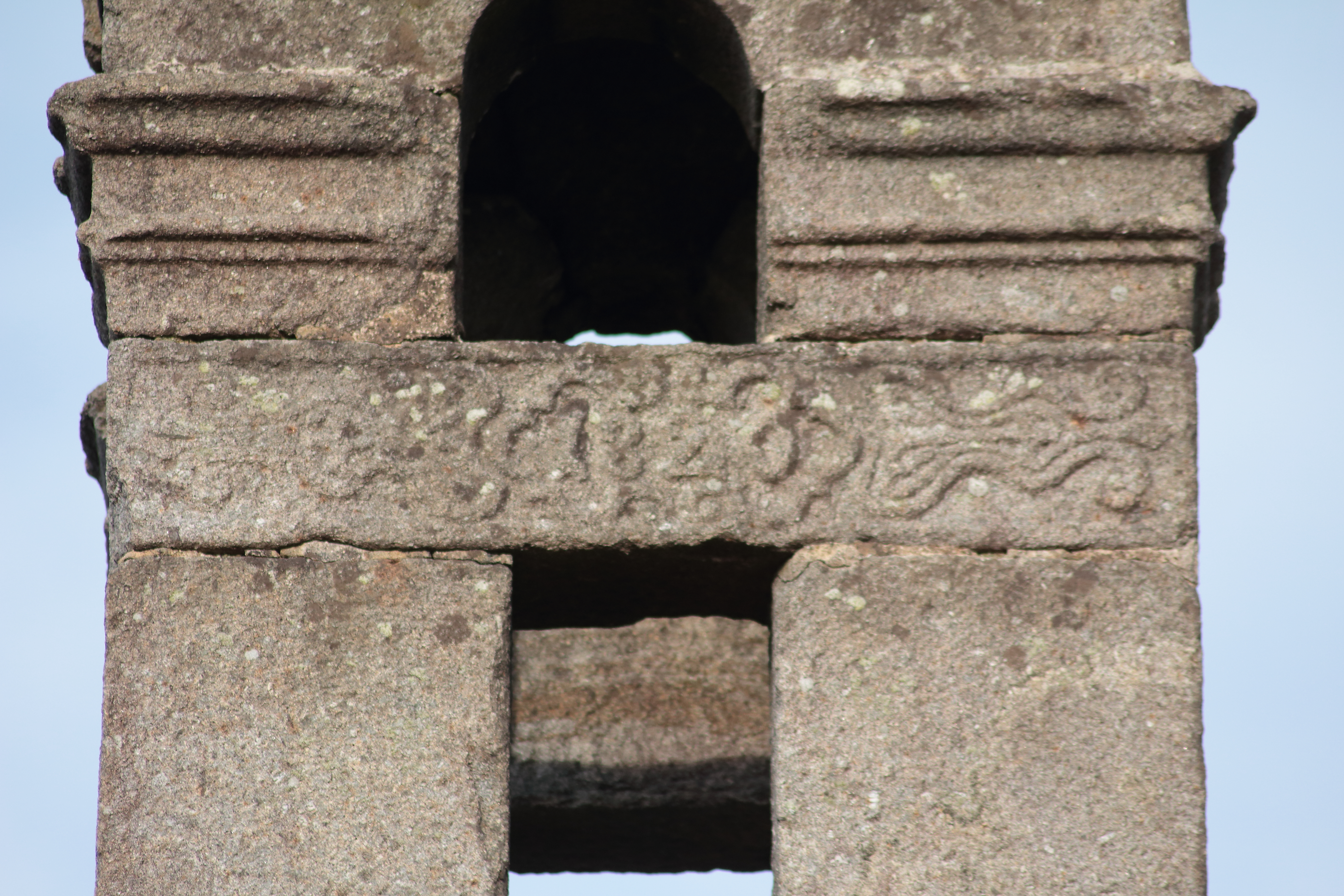
Le clocher porte la date de 1820.

Mais la chapelle est vers 1795, si l'on en croit Jacques Cambry, dans un état pitoyable : « Là, vous trouvez une chapelle abandonnée : la façade, formée d’assises irrégulières, est ornée d’un portique décoré de deux pilastres d’ordre toscan, et d’une assez jolie corniche : un petit dôme couronne l’édifice ; la chapelle est détruite ; l’intérieur est dépouillé, l’autel est renversé. Le bois de cette charpente s’emporte par petits morceaux ; il préserve du mauvais vent, des incendies et du tonnerre ». Le lieu est, toujours selon le même auteur, fréquenté par les marchands les jours de pardon. Des superstitions sont attachées au lieu : outre la légende du chien noir du Lenn ar Youdig, transcrite par Anatole Le Braz en 1893, Jacques Cambry évoque : « On dit à Braspars que les démons, chassés du corps de l’homme, sont enchaînés dans un cercle magique, sur le haut du mont Saint-Michel : ceux qui mettent pied dans ce cercle, courent toute la nuit sans pouvoir s’arrêter. Aussi la nuit on n’ose traverser ces montagnes. »
L’architecture de la chapelle est très simple, un plan rectangulaire avec chevet à pans coupés. La chapelle actuelle a été élevée pour remercier saint Michel d’avoir fait cesser une épidémie qui avait sévi longtemps dans la contrée. Abandonnée sous la Révolution, la chapelle tombait en ruine : selon le témoignage en 1806 du recteur de Brasparts, il n'y avait plus que des pierres que l'on songeait à utiliser pour réparer d'autres chapelles, mais la piété généreuse des paroissiens permit en 1820 sa restauration et elle fut à nouveau consacrée en juillet 1821. Lorsque Saint-Rivoal, jusque-là simple trève de Brasparts, fut érigée en paroisse en 1836, le mont et la chapelle se retrouvèrent inclus dans le territoire de la nouvelle paroisse (devenue par la suite commune en 1925), mais il fut alors spécifié que la chapelle continuerait à être desservie par le clergé de Brasparts, ce qui explique que le mont a continué à être dénommé « de Brasparts » alors qu'il est pourtant sur le territoire de Saint-Rivoal. Jean-François Brousmiche en 1830 évoque « l'édifice religieux longtemps abandonné et que l'on a depuis peu reconstruit ». À partir de 1835, des pierres furent amoncelées autour de la chapelle pour la protéger du vent ; elles étaient encore en place en 1903. Une petite maison servant d'abri pour les pèlerins fut construite à côté de la chapelle en 1842. En 1892, sous le rectorat de M. l’abbé Duclos et, depuis, par les soins de M. Bourvon, recteur actuel de Brasparts, l’édifice a subi de nouvelles réparations.
André Mori écrit en 1885 : « On ne voit plus un arbre, pas même un arbuste. (...) Sur la lande quelques moutons maigres ; sur la route un chemineau qui marche pieds nus, tenant ses souliers dans une main et de l'autre le petit paquet de ses hardes ».

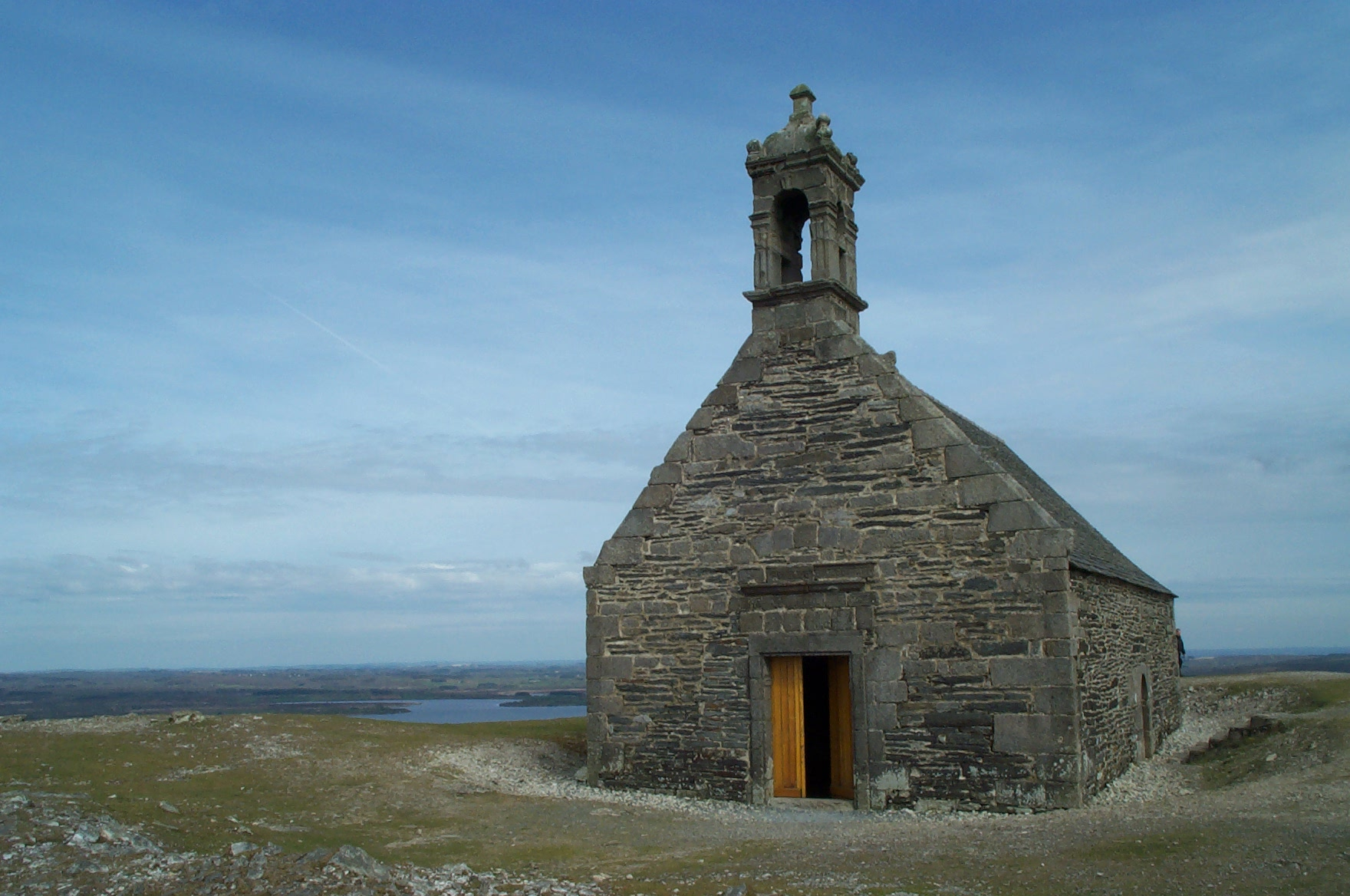
Chapelle Saint-Michel au sommet du Mont Saint-Michel de Brasparts, au second plan, on distingue le lac Saint-Michel.
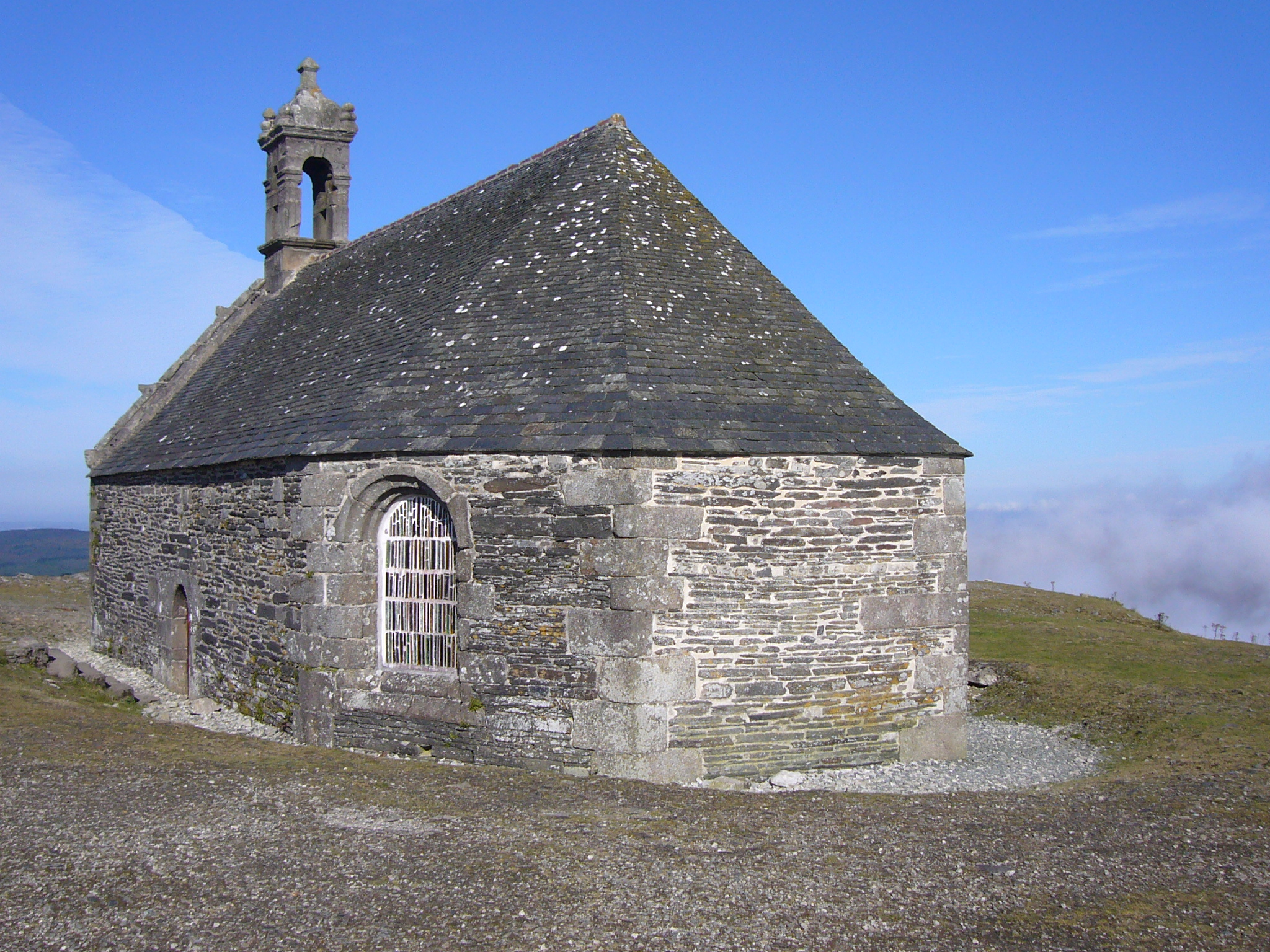
Chapelle Saint-Michel.
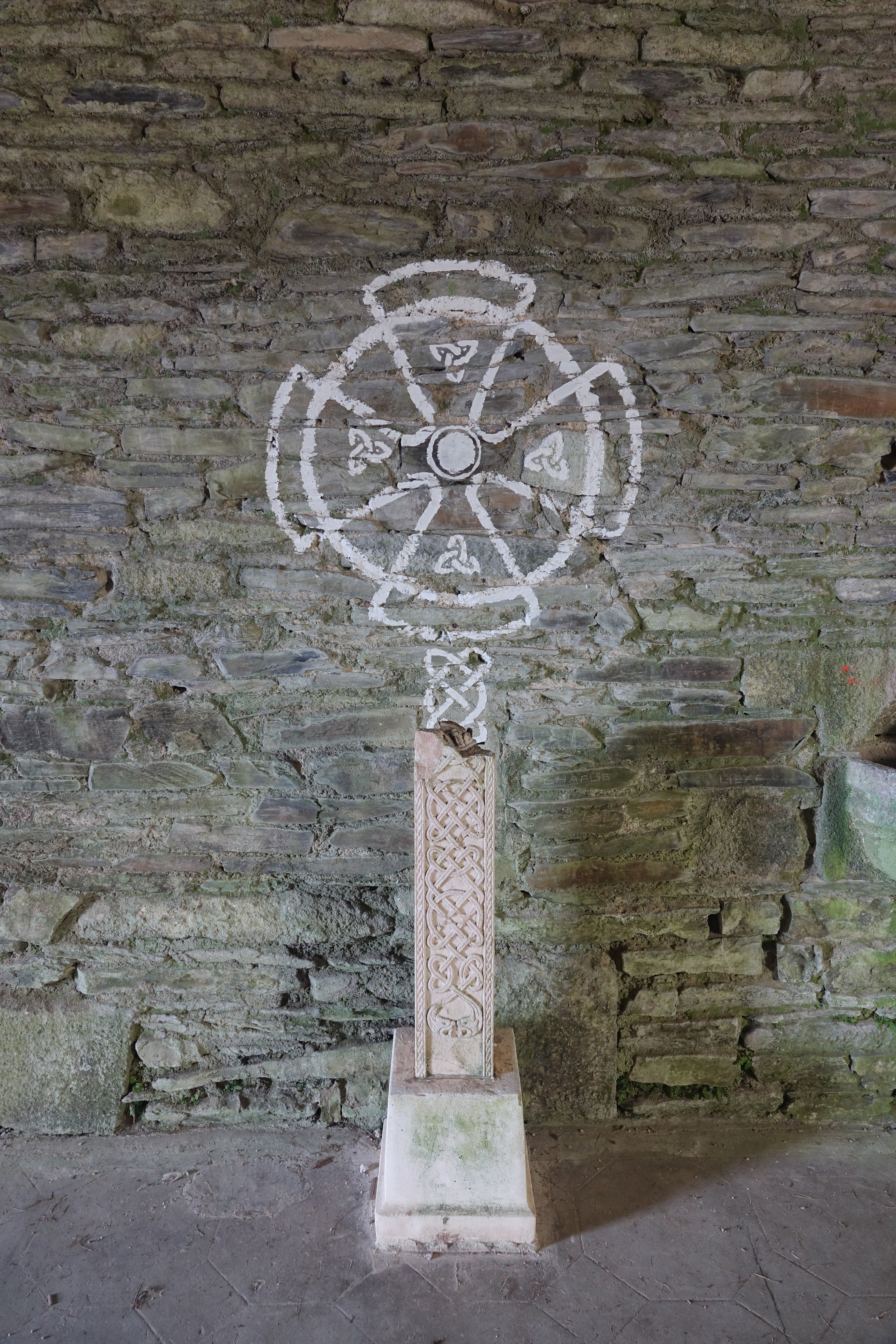
Restes de la croix à l'intérieur.

#### Les bergers et les moutons
Le sommet et ses environs ont longtemps été un espace de pacage pour les moutons pendant la belle saison, les bergers s'abritant à l'occasion dans la chapelle, comme l'illustre cet « acte de palmage » (un contrat entre un propriétaire d'animaux et un berger dans le cadre de la transhumance) où Jan Alain, de Bodenna en Saint-Rivoal, se voit confier des brebis par Christophe Le Menez, du Beniel en Brasparts :

« Le 14 octobre 1748 a comparu en personne Jan Alain, demeurant au lieu de Bodenna, trève de Saint-Rivoal, paroisse de Braspartz, lequel connait et confesse avoir en sa possession et tenue, à titre de palmage, suivant usement du pays, de Christophe Le Menez, demeurant au lieu de Beniel en la paroisse de Braspartz (…) le nombre de 18 brebis et moutons estimés à 31 livres tournois, qu'il promet soigner, nourrir et garder en bon père de famille et se présenter au dit Menez lorsque requis sera pour être pris ou vendus et les profits partagés de moitié, le principal préalablement tiré, à quoi ledit Alain s'oblige sous obligation, gage et hypothèque, exécution et vente de tous ses biens meubles et immeubles présents et futurs, et par serment fait (…) maître Cozic, notaire royal à Braspartz. »

#### L'auberge Saint-Michel (Ti Sant-Mikael)
Celle-ci fut construite en 1838 malgré l'opposition de certains habitants de Saint-Rivoal (du hameau de Roquinarc'h surtout) sur un terrain vendu par la municipalité de Brasparts par Félix Caron afin de sécuriser la route de Quimper à Morlaix alors peu sûre en raison du brigandage qui y sévissait et d'offrir un refuge pour les voyageurs lors des intempéries et particulièrement l'hiver, alors rude. Jacques Cambry en 1795 écrit : « Sous vos pieds, sont des marais très-dangereux, où s'égarent dans la nuit les hommes et leurs chevaux ; des voitures et leur équipage, s'y sont engloutis ». Cette auberge fut la première d'une série d'auberges créées pendant le reste du XIXe siècle le long de cet itinéraire et qui étaient presque toutes tenues par des membres de la famille Duigou. Cette auberge est désormais désaffectée.

### AuXXesiècle
Un témoignage de 1902 indique : « Saint-Michel est particulièrement invoqué pour obtenir du beau temps pendant la récolte ; on le prie aussi pour les malades ; on voit assez souvent les pèlerins faire le tour de la chapelle à l'intérieur, nu-pieds ». Saint Michel était aussi invoqué pour les enfants et les infirmes : des béquilles en guise d'ex-votos étaient accrochées sur les murs ; il était aussi prié pour obtenir du beau temps lors des récoltes.

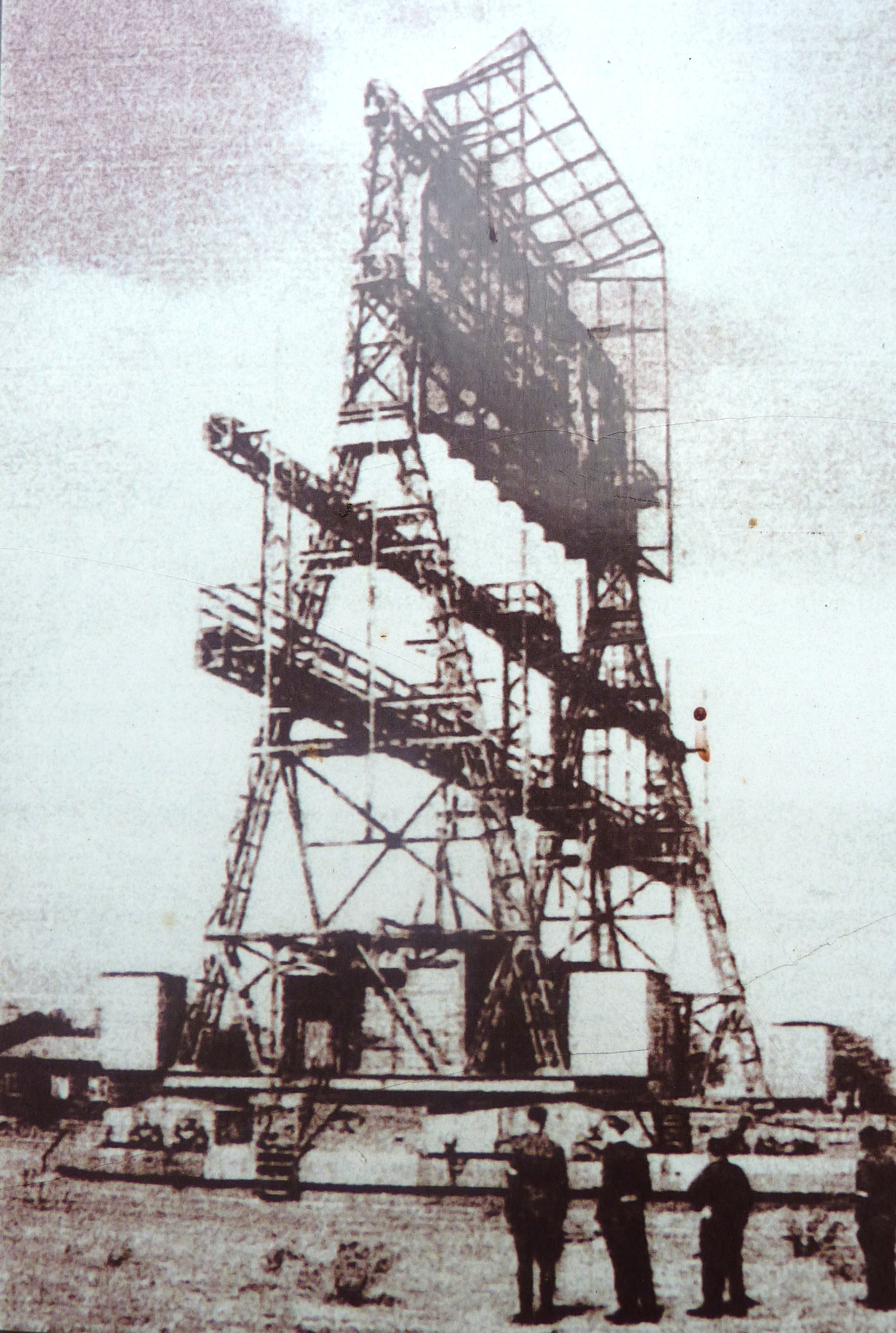
Système allemand de radionavigation Bernarht analogue à celui qui était installé au sommet du mont Saint-Michel de Brasparts.

Dès le début, deux pardons sont organisés dans l'année : le premier à la « Saint Michel en septembre », le second le jour de « Saint Michel du mois de may », c'est-à-dire le 29 septembre et le 8 mai. Dès 1915, et pendant toute la durée de la Première Guerre mondiale, des pèlerinages supplémentaires furent organisés pour invoquer l'archange saint Michel, les pèlerins priant pour le retour de la paix et des soldats. Voici des extraits du récit d'un pardon organisé en septembre 1917 : « La procession partit de Brasparts à 8 h 30 (…). En route le pieux cortège alla toujours grossissant. Vers 10 h on arrivait au pied de la montagne. Pendant le trajet on récita le rosaire, on chanta les litanies des saints et le cantique à Saint Michel : « Euz ho trôn saret huet, var lein Menez Are… » (« De votre trône élevé sur le faîte des Monts d’Arrée, veillez sur nous, ô saint Michel, veillez sur nous à chaque instant »). À 10 h 30, la procession de Brasparts arrivait à la chapelle où se trouvaient déjà  de nombreux pèlerins venus avec leurs pasteurs, de toutes les  paroisses des environs : de Saint-Rivoal  et de Saint-Cadou, de Lannédern, de Botmeur, de Brennilis, de La Feuillée, de Commana, de Saint-Sauveur, etc. ». Repas, café en plein air et colporteurs attendaient les pèlerins après les cérémonies. Plusieurs cartes postales de François Joncour illustrent ces pardons et plerinages. En 1919, la construction de la route d'accès au mont facilite les déplacements des pèlerins, puis des touristes. Elle fut goudronnée par les Allemands pendant la Seconde Guerre mondiale pour des raisons stratégiques.
En 1920, Camille Vallaux écrit un article « Plaidoyer pour la "chapelle des bergers" », qui présente tout l'historique de la chapelle et des bergers dont les troupeaux ont longtemps fréquenté les environs.
Un monument du souvenir faillit être construit sur le sommet après la Première Guerre mondiale, le projet architectural étant très avancé, les plans étant réalisés en mars 1918 par Charles Chaussepied, mais le sommet du mont étant un site classé depuis 1910, on y renonça finalement et le projet fut repris à Sainte-Anne-d'Auray. Pendant la Seconde Guerre mondiale, les Allemands installèrent un système de guidage de radionavigation pour leurs bombardiers au sommet du mont. Ils se servirent des pierres de l'abri des pèlerins et du muret construits au XIXe siècle pour la construction du socle du système de radionavigation, ce qui explique que ces constructions ont disparu. L'émetteur était une immense antenne de 25 × 25 m en acier. Les vestiges de la raie circulaire du système Bernhart 724/ 725 qui pesait 120 tonnes pour 28 mètres de haut et 35 mètres de large  sont encore visibles ; le système était monté sur un rail circulaire en béton de 22 mètres de diamètre, nom de code B8, et était couplé à des téléscripteurs se trouvant à bord des avions de la Luftwaffe. Les restes de ce système de guidage sont bien visibles à côté de la chapelle, un bunker carré s'aperçoit encore sur la droite de la chapelle, un peu plus en haut, et un deuxième bunker est sur la gauche de la raie.

### XXIesiècle
De nos jours encore, des cérémonies druidiques sont parfois organisées à son sommet [réf. souhaitée]. Sur les cinquante druides de Bretagne, un certain nombre habitent les monts d’Arrée. « Cette terre attire. Depuis très longtemps. Le mont Saint-Michel est l’ancien mont Kronan, du nom du dieu de la vie des cycles célébré par les populations locales préchrétiennes », déclare un druide.

#### Incendies de l'été 2022

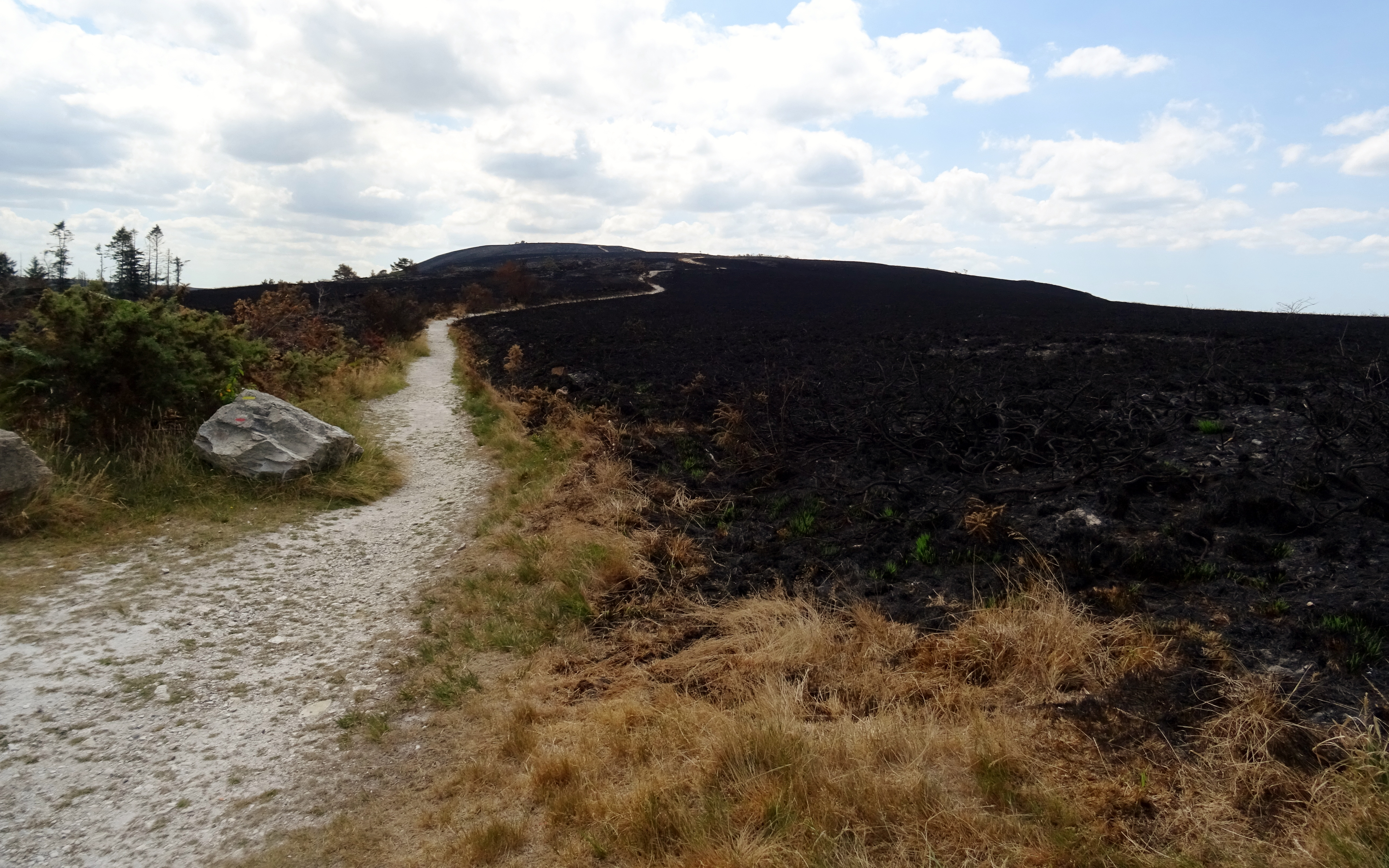
Le mont Saint-Michel de Brasparts après l'incendie de l'été 2022.

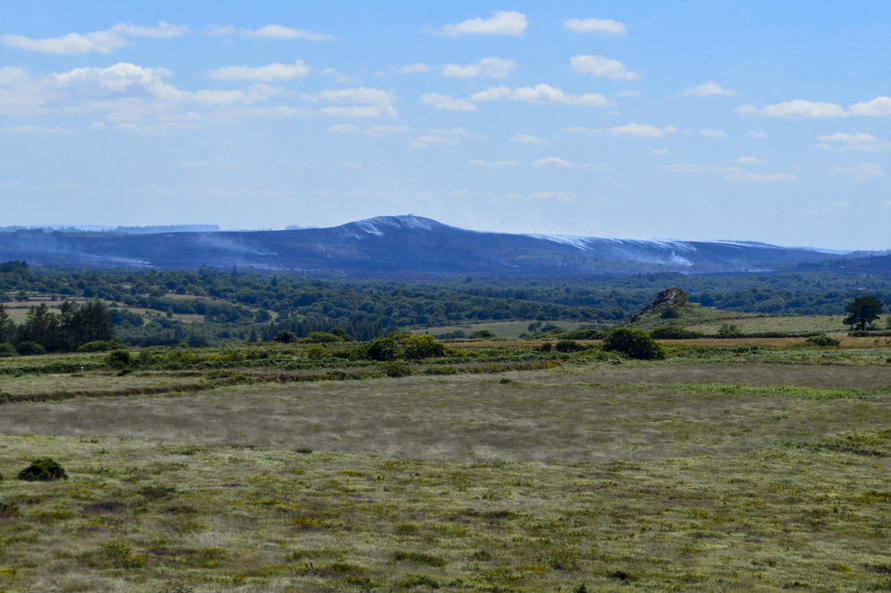
Incendie de juillet 2022 vu depuis le Roc'h Trévézel.

La canicule de juillet 2022 entraîne des températures allant jusqu'à 40 °C dans le Nord Finistère. Couplée à la sécheresse, cette situation exceptionnelle  engendre un premier incendie dans l'après-midi du 18 au niveau de la ferme des artisans puis un deuxième, dans la soirée à Brennilis,, avant d'être circonscrits le 20 et maîtrisés le 21. Au premier jour, ce premier incendie menace la chapelle mais, le lendemain, elle est considérée comme sauvée des flammes. Les deux incendies s'étant rejoints, une surface de 1 725 hectares est détruite, soit l’équivalent de la ville de Lorient. Cet embrasement donne lieu à l'évacuation d'environ 500 personnes dans les communes environnantes. L'incendie, plus important que celui qui avait déjà sévi entre Botmeur et Commana en 2010, est considéré comme l'un des plus importants en Bretagne depuis plusieurs décennies. La lutte contre cet incendie majeur mobilise jusqu'à 278 pompiers et 60 véhicules, dont trois sont détruits par les flammes,, ainsi qu'une quinzaine d'agriculteurs venus des environs pour prêter main-forte en arrosant les champs et les cendres encore chaudes en bord de route. Deux enquêtes sont ouvertes pour déterminer les responsabilités avec une attention particulière pour le départ de feu à Brennilis qui semble être d'origine criminelle. En raison de nombreuses reprises lors des semaines suivantes, dont certaines ont détruit plusieurs centaines d'hectares, la surface totale détruite par les flammes se monte à 2 858 hectares au 14 août. La surface brûlée est revue à la baisse le 19 août pour se porter à 2 208 hectares.
Un plan de restauration des monts d'Arrée, qui concerne notamment le mont Saint-Michel de Brasparts, a été lancé par le département du Finistère après les incendies de l'été 2022. L’homme d’affaires breton François Pinault finance la restauration de la chapelle (dont l'état, dégradé depuis des années, inquiétait) et du mont (70 ha d'espaces naturels sensibles), via une convention avec le conseil départemental du Finistère, à hauteur de 550 000 euros,.
La restauration de la chapelle Saint-Michel est achevée au début de l'été 2023, ce qui permet sa réouverture au public ; son nouveau mobilier liturgique est l'œuvre de Ronan Bouroulec et des cloches ont été réinstallées.

## Activités sportives et fêtes
Outre les sentiers de randonnée, une route depuis la D785 permet aux personnes à mobilité réduite d'accéder au sommet. À partir du parking, des escaliers mènent ensuite directement à la chapelle.
Les Foulées du mont Saint-Michel de Brasparts sont organisées chaque année depuis 1985. La 25e édition a eu lieu en août 2009, organisée par l'association « Les Marsupilamis ».
La Trans'Monts d'Arrée réunissait chaque année depuis 1990 jusqu'au début de la décennie 2000 jusqu'à 900 participants (vététistes, cavaliers, coureurs, randonneurs, cyclotouristes…). Elle a été relancée en 2009 sous une forme plus simple (la randonnée seule).
Le premier vol libre effectué en Bretagne l'a été au mont Saint-Michel de Brasparts en 1974. Depuis, parapentes et autres deltaplanes sont fréquents sur les pentes du mont, lorsque la météo est favorable.
Lors de la Transhum'Are, depuis 2004, un troupeau de moutons estive à nouveau sur les flancs de la montagne Saint-Michel. La transhumance, chaque printemps (montée) et chaque automne (descente), attire un public nombreux. Cette reprise d'une pratique séculaire a bien des avantages : la pâture réduit le risque d'incendies dévastateurs, la lande est un aliment digeste pour les moutons moins victimes de parasites, l'herbe rase par endroits permet à de nombreuses plantes de se développer et à une faune plus diversifiée de s'installer comme le retour de circaètes observé au cours de l'été 2010.
Le mont sert également chaque année à une arrivée d'étape de la Sportbreizh - Trophée France Bleu Breizh Izel, une course cycliste amateur créée en 2013 par Gurvan Musset et Sportbreizh.

## Culture populaire

### Légendes
La légende de Tadig kozh, connue sous de multiples noms (« Le chien noir de Lenn ar Youdig », etc.) est la plus connue. Une des nombreuses variantes a été transcrite par Anatole Le Braz dans La légende de la mort. C'est la description de la manière dont les âmes des trépassés ayant eu une mauvaise vie revenaient hanter leur ancienne maison ; pour que cela cesse, il fallait faire un exorcisme (une « conjuration ») et faire passer l'âme du fantôme dans le corps d'un chien noir. Dès cet instant commençait pour le prêtre du village du décédé un long chemin de presbytère en presbytère, depuis Bégard dans la variante décrite par Anatole Le Braz, pour aboutir chez Tadig kozh, le vieux recteur de Saint-Rivoal ; au coucher du soleil, les deux prêtres, nu-pieds, devaient entrer dans l'eau du marais du Yeun Elez jusqu'à mi-jambes et lancer le chien noir dans les profondeurs du Youdig.
Le Veneur infernal, récit collecté au XIXe siècle par Ernest Du Laurens de la Barre, parle du « sire de Botmeur » et donne une explication légendaire de la création de la chapelle du sommet du mont Saint-Michel de Brasparts et de la cuvette du Yeun Elez.
Parmi les légendes figure encore La Femme du Trépas (transcrit par François-Marie Luzel).

### Chanson
Les paroles de la chanson Tuchenn Mikael de Youenn Gwernig parlent du mont.
La chanson La Montagne de Brasparzh de Gilles Servat raconte une romance sur les hauteurs du mont.